# 리자 운루
리자 운루(독일어: Lisa Unruh, 1988년 4월 12일~)는 독일의 양궁 선수이다. 2016년 하계 올림픽 대회 양궁 여자 개인전에서 은메달을 차지했다.

## 개인사
2020년 6월 독일의 남자 양궁 선수인 플로리안 칼룬트와 결혼했다.

## 수상
개인
- 올해의 베를린 스포츠 선수(2016, 2017, 2018)